# Педологија (земљиште)
Педологија (грч. πεδον, pedon — земљиште; грч. λόγος, logos — наука) је наука о земљишту у природном окружењу, која се бави проучавањем настанка земљишта (педогенеза), њиховом морфологијом, класификацијом, генезом и дистрибуцијом земљишта. Сродна наука о земљишту је едафологија.
Тло није само потпора за вегетацију, него је и зона ('педосфера') бројних интеракција између климе (вода, ваздух, температура), живота у тлу (микроорганизми, биљке, животиње) и његових остатака, минералног материјала од изворних и доданих стена, као и његовог положаја у крајолику. Током његове формације и генезе, профил тла полагано се продубљује и развија карактеристичне слојеве назване 'хоризонти', док се приближава сигурном стању равнотеже.
Корисници тла (попут пољопривредника) у почетку нису показивали велику бригу за динамику тла. Гледали су на тло као средство чија су хемијска, физичка и биолошка својства била корисна за службу пољопривредне продуктивности. У другу руку, педолози и геолози нису се у почетку усредсредили на пољопривредне примене карактеристика тла (едафична својства) већ над његовим односом према природи и историји крајолика. Данас постоји интеграција два дисциплинарна приступа као део науке о крајолику и околини.
Педолози се сада такође занимају за практичне примене добро схваћених педогенетских процеса (еволуција и функционисање тла), попут интерпретирања његове историје околине и предвиђања последица промена у земљишној употреби, док пољопривредници схватају да је култивисано тло сложено средство које је често резултовало кроз неколико хиљада година еволуције. Они схватају да је тренутна равнотежа крхка и да само читаво познавање њене историје чини могућим осигуравање одрживе употребе.